# 斯卡讷
斯卡讷是瑞典斯科讷省的一个镇。